# Лангрен (місячний кратер)
Кра́тер Ла́нгрен (лат. Langrenus) — великий метеоритний кратер в районі східного узбережжя Моря Достатку на видимому боці Місяця. Назву присвоєно на честь голландського астронома і картографа Міхаеля Флорана ван Лангрена (1598—1675) й затверджено й Міжнародним астрономічним союзом у 1935 році. Утворення кратера відбулось в ератосфенівському періоді і вважається, що це один з найбільших кратерів, які виникли за останні 3,2 мільярда років.

## Опис кратера

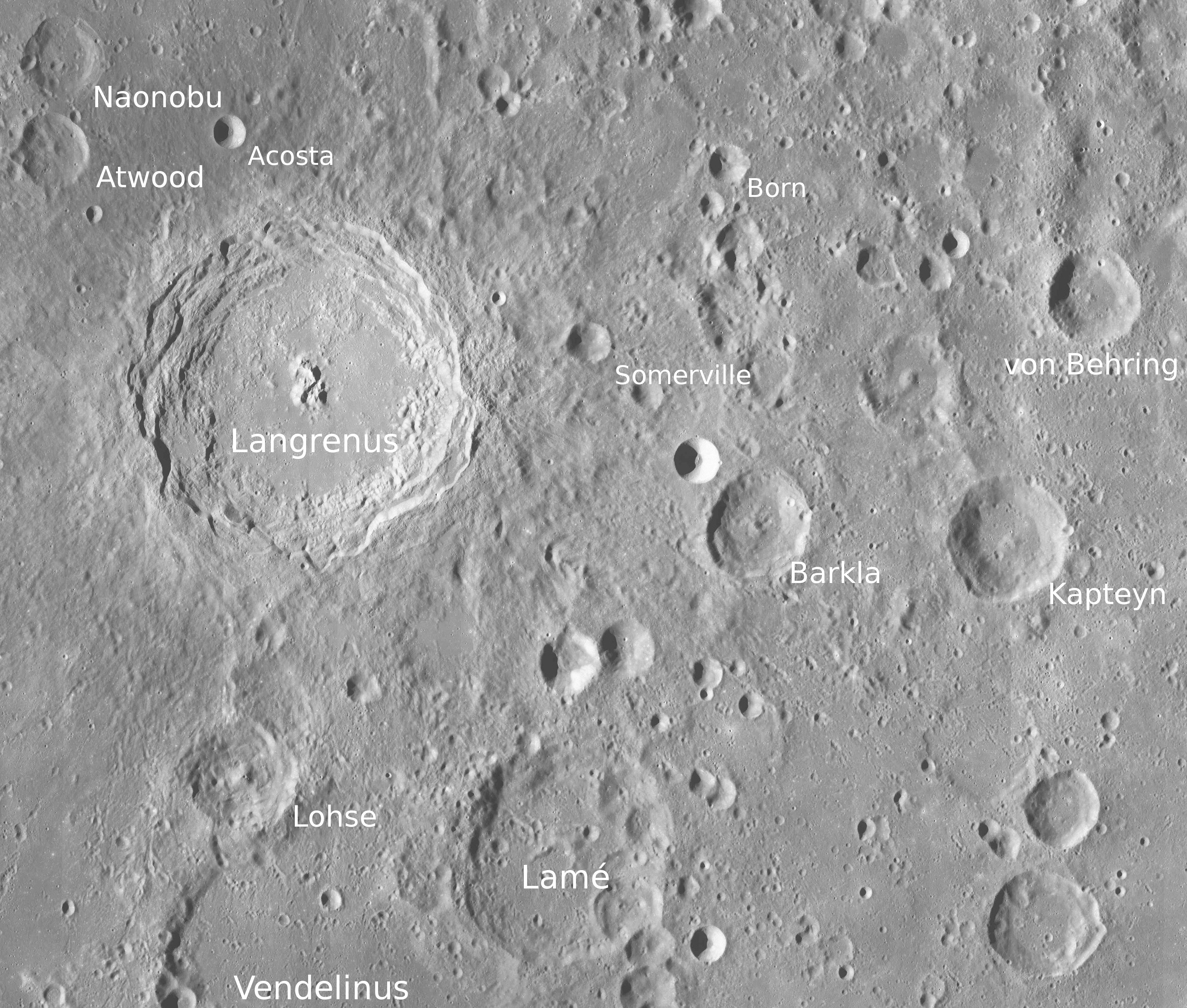
Околиці кратера Лангрен. Світлина зонда Lunar Reconnaissance Orbiter.

Найближчими сусідами кратера є маленький кратер Аль-Марракіші на заході; кратери Більхарц, Атвуд і Наонобу на північному заході; маленький кратер Акоста на півночі; кратер Сомервіль на сході; кратер Баркла на сході південному сході; кратер Ламе на півдні південному сході і кратер Лозе на півдні. На півночі північному сході від кратера знаходиться Море Піни. Селенографічні координати центру кратера — 8°52′ пд. ш. 61°02′ сх. д. / 8.86° пд. ш. 61.04° сх. д., діаметр — 132 км, глибина 4,5 км.
Кратер Лангрен має полігональну форму і практично не зазнав руйнувань завдяки невеликому віку. Вал чітко окреслений, має внутрішній схил шириною до 20 км та явно виражену терасовидну структуру. У східній часті валу з борту Аполлона-14 спостерігалась колірна аномалія у вигляді одного або декількох куполоподібних підвищень іржавого забарвлення.

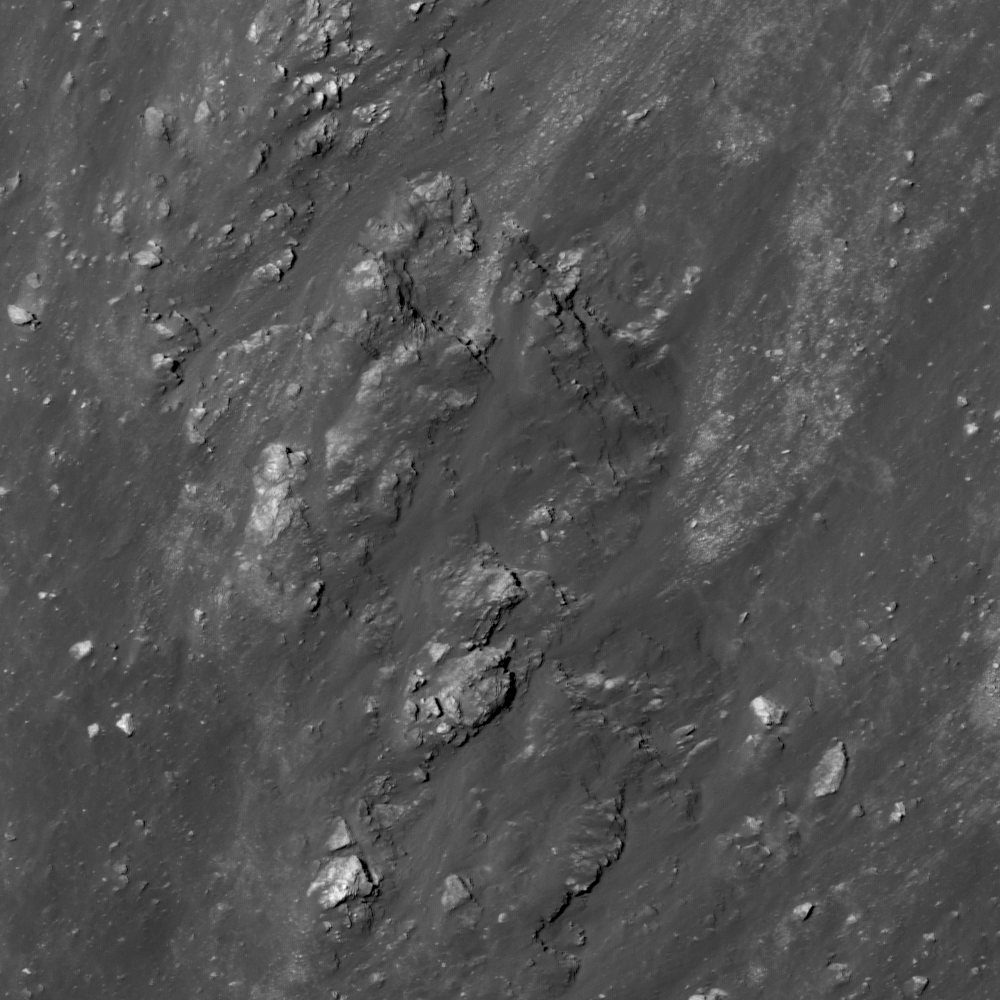
Зсуви з центрального піку кратера Лангрен. Світлина Lunar Reconnaissance Orbiter. Ширина об'єкту на зображенні близько 550 м.

Висота валу над навколишнью місцевістю сягає 1630 м, об'єм кратера становить приблизно 17200 км³. Дно чаші має альбедо вище, ніж навколишня місцевість, завдяки чому кратер добре виділяється при високому розташуванні Сонця. Поверхня дна чаші є відносно рівною, дещо більше пересічена у північно-західній частині, всіяна великим числом валунів. У центрі чаші розташоване скупчення масивних центральних піків, що складаються з габро-норито-троктолітового анортозиту із вмістом плагіоклазів 85-90 % (GNTA1), анортозитового норита (AN) и троктоліту (T). Кратер Лангрен є одним із семи відомих на даний момент кратерів із вмістом троктоліту у центральному піку (троктоліт складається з приблизно однакових долей плагіоклазу і олівіну та утворюється при сплавленні магматичних порід і порід, що утворюють місячну кору при імпактній події). Пік Альфа має висоту 3000 м, пік Бета — 3500 м.
Кратер є центром яскравої фрагментованої системи променів, що поширюються в Морі Достатку на захід від кратера і він включений до списку кратерів з яскравою системою променів Асоціації місячної та планетарної астрономії (ALPO).

## Швидкоплинні місячні явища
У кратері Лангрен 30 грудня 1992 французьким астрономом Одуеном Дольфюсом з Паризької обсерваторії за допомогою метрового телескопа спостерігались швидкоплинні місячні явища у вигляді світіння на дні чаші кратера. Висловлювалося припущення, що джерелом світіння може бути вихід газів через тріщини на дні кратера.

## Сателітні кратери
| Лангрен | Координати                                                | Діаметр, км |
| ------- | --------------------------------------------------------- | ----------- |
| E       | 12°44′ пд. ш. 60°43′ сх. д. / 12.73° пд. ш. 60.72° сх. д. | 31,0        |
| G       | 12°10′ пд. ш. 65°28′ сх. д. / 12.17° пд. ш. 65.46° сх. д. | 21,9        |
| H       | 8°02′ пд. ш. 64°17′ сх. д. / 8.03° пд. ш. 64.29° сх. д.   | 25,2        |
| L       | 12°40′ пд. ш. 61°55′ сх. д. / 12.67° пд. ш. 61.92° сх. д. | 12,6        |
| M       | 9°49′ пд. ш. 66°25′ сх. д. / 9.82° пд. ш. 66.41° сх. д.   | 18,2        |
| N       | 8°59′ пд. ш. 65°44′ сх. д. / 8.98° пд. ш. 65.74° сх. д.   | 12,5        |
| P       | 12°02′ пд. ш. 63°01′ сх. д. / 12.04° пд. ш. 63.01° сх. д. | 42,3        |
| Q       | 11°59′ пд. ш. 60°41′ сх. д. / 11.99° пд. ш. 60.69° сх. д. | 12,9        |
| R       | 7°46′ пд. ш. 63°45′ сх. д. / 7.76° пд. ш. 63.75° сх. д.   | 5,4         |
| S       | 6°43′ пд. ш. 64°47′ сх. д. / 6.72° пд. ш. 64.79° сх. д.   | 8,9         |
| T       | 4°47′ пд. ш. 62°18′ сх. д. / 4.79° пд. ш. 62.3° сх. д.    | 40,0        |
| U       | 12°39′ пд. ш. 57°09′ сх. д. / 12.65° пд. ш. 57.15° сх. д. | 4,2         |
| V       | 13°14′ пд. ш. 55°56′ сх. д. / 13.23° пд. ш. 55.94° сх. д. | 5,0         |
| W       | 8°40′ пд. ш. 67°19′ сх. д. / 8.67° пд. ш. 67.32° сх. д.   | 22,0        |
| X       | 12°21′ пд. ш. 64°43′ сх. д. / 12.35° пд. ш. 64.71° сх. д. | 23,6        |
| Y       | 7°53′ пд. ш. 66°52′ сх. д. / 7.88° пд. ш. 66.86° сх. д.   | 29,0        |
| Z       | 7°11′ пд. ш. 66°16′ сх. д. / 7.18° пд. ш. 66.26° сх. д.   | 20,8        |

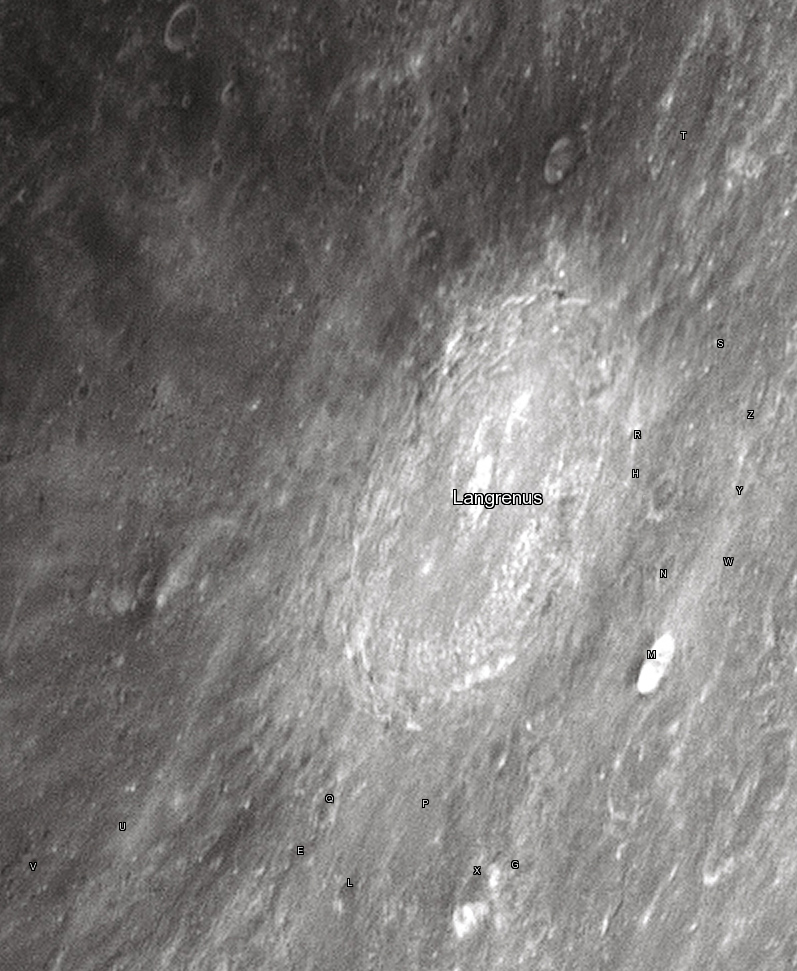
Світлина Девіда Кемпбелла.

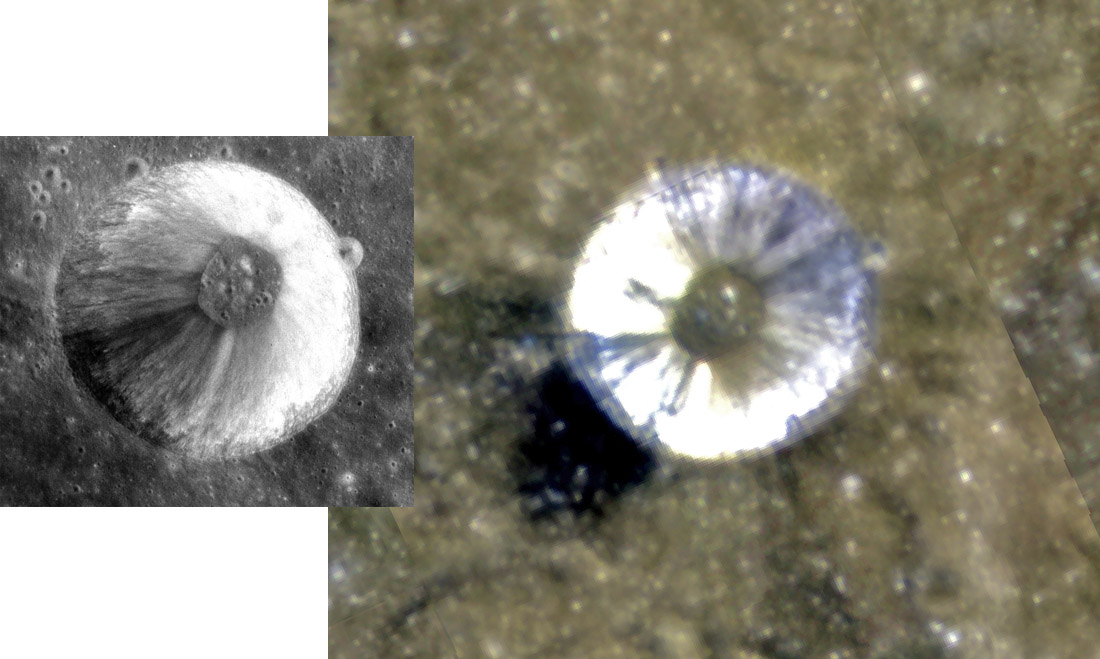
Сателітний кратер Лангрен М. Ліворуч світлина з борту Аполлона-15, праворуч світлина зонда Clementine.

- Сателітні кратери Лангрен G і Лангрен М внесені до списку кратерів з темними радіальними смугами на внутрішньому схилі Асоціацією місячнох і планетарної астрономії (ALPO)[10].
- В сателітних кратерах Лангрен C, Лангрен FF, Лангрен M і Лангрен P зареєстровані температурні аномалії під час затемнень. Пояснюється це тим, що подібні кратери мають невеликий вік і скелі не встигли покритися реголітом, що має термоізолюючу дію.
- Нижче перелічені сателітні кратери перейменовані Міжнародним астрономічним союзом:

Лангрен А — перейменований у 1979 на кратер Баркла
Лангрен B — перейменований у 1976 на кратер Наонобу
Лангрен C — перейменований у 1976 на кратер Акоста
Лангрен D — перейменований у 1976 на кратер Аль-Марракіші
Лангрен F — перейменований у 1976 на кратер Більхарц
Лангрен J — перейменований у 1976 на кратер Сомервіль
Лангрен K — перейменований у 1976 на кратер Атвуд